# Meténgfélék
A meténgfélék vagy télizöldfélék (Apocynaceae) a zárvatermők (angiosperms) közé tartozó tárnicsvirágúak (Gentianales) rendjének egyik családja.

## Elterjedésük
Legtöbb fajuk a trópusokon, illetve a mediterrán égövben él.

## Megjelenésük, felépítésük
A fajok többsége fa vagy cserje, ritkábban évelő lágyszárú. Leveleik széle rendszerint ép. Portokjaik szabadok, pollenszemeik egyedül állnak.

## Felhasználásuk
Több faj, köztük a Mediterráneumban honos európai leander (Nerium oleander) és a kis télizöld (Vinca minor) ismert dísznövény.
A trópusi sztrofantusz (Strophanthus) fajokból és az indiai Rauwolf-cserjéből (Rauwolfia serpentina) fontos szívgyógyszereket (sztrofantin, reszerpin) állítanak elő. A sztrofantusz fajok magvainak, termésének, kérgének és gyökereinek kivonatából egyes afrikai törzsek halálos nyílmérgeket állítottak elő.
A kis télizöld (Vinca minor) sejtosztódást gátló alkaloidokat tartalmaz; ezeket a vérnyomás csökkentésére, valamint az ideggyógyászatban és a rákterápiában is alkalmazzák.

## Rendszertani felosztásuk
2012-ben a családot öt alcsaládra tagolták, melybe 5100 faj tartozott, de ez az újabb vizsgálatok után még változhat. A korábbi selyemkórófélék családját az APG III rendszer alcsaládként a meténgfélék családjába sorolta be.
A legújabb osztályozás szerint (2014) 366 nemzetség, 25 nemzetségcsoport és 49 alnemzetségcsoport tartozik a családba.
1.  Apocynoideae alcsalád hat nemzetségcsoporttal: 
- Apocyneae,
- Echiteae,
- Malouetieae,
- Mesechiteae,
- Nerieae,
- Wrightieae;

2. selyemkórófélék (Asclepiadoideae) alcsalád négy  nemzetségcsoporttal:
- Asclepiadeae,
- Ceropegieae,
- Fockeeae,
- Marsdenieae;

3. Periplocoideae alcsalád három nemzetségcsoporttal:
- Cryptolepideae,
- Gymnanthereae,
- Periploceae;

4. Rauvolfioideae alcsalád kilenc nemzetségcsoporttal:
- Alstonieae,
- Alyxieae,
- Carisseae,
- Hunterieae,
- Melodineae,
- Plumerieae,
- Tabernaemontaneae,
- Vinceae,
- Willughbeieae,

5. Secamonoideae alcsalád kilenc nemzetségcsoporttal:
- Calyptranthera,
- Genianthus,
- Goniostemma,
- Pervillaea,
- Rhynchostigma,
- Secamone,
- Secamonopsis,
- Toxocarpus,
- Trichosandra,

## Fordítás
- Ez a szócikk részben vagy egészben  az   Apocynaceae című angol Wikipédia-szócikk Taxonomy című fejezete ezen változatának fordításán alapul.  Az eredeti cikk szerkesztőit annak laptörténete sorolja fel. Ez a jelzés csupán a megfogalmazás eredetét és a szerzői jogokat jelzi, nem szolgál a cikkben szereplő információk forrásmegjelöléseként.